# Луна-25А
«Луна-25А» — проект доставки Лунохода-3 (8ЕЛ № 205) к Луне. Проект был отменён в 1977 году.

## История
Предыдущий «Луноход-2»  сел на поверхность Луны в январе 1973 года и прошёл там порядка 40 км.
Первоначально запуск советской автоматической межпланетной станции Е8 № 205 под названием «Луна-25» по советской космической программе «Луна» был запланирован на 1977 год. Целью этого запуска была доставка на Луну самоходного аппарата «Луноход-3». Но запуск так и не состоялся по причине активного использования ракеты-носителя «Протон-К» для вывода на орбиту советских спутников связи. А в 1977 году лунная программа была закрыта. 
Позже, чтобы не было путаницы с названиями, несостоявшийся проект «Луна-25» с отправкой КА Е8 № 205 с Луноходом-3 на борту получил название «Луна-25А».

## Конструкция
Луноход крепился к платформе пирозамками, которые должны были отстреливаться перед съездом лунохода на поверхность Луны. Сходни, расположенные по обеим сторонам от платформы, давали возможность выбрать более удобное направление для спуска.